# Vreemde vogels (beeld)
Vreemde vogels-Monument voor verdraagzaamheid is een artistiek kunstwerk in Amsterdam-Noord.
Kunstenaar Fredie Beckmans (1956) wilde met dit “beeld” benadrukken dat verschillen in afkomst, religie, seksualiteit of leefwijze er niet toe (moeten) doen. Alle “vreemde vogels” zijn even belangrijk. Het beeld werd mede geïnitieerd door de Stichting ter verfraaiing van de wereld (aldus de infotegel). Het object geeft de indruk van een enorme vogelkast. Het geheel bestaat uit PUR-schuim verpakt in glasvezel versterkt polyester, aldus de fabrikant. Het object moest met een hijskraan geplaatst worden.. 
Beckmans is gefascineerd door vogels; in 2023 maakt hij voor een tentoonstelling in Huis De Pinto een soortgelijk kunstwerk. Het waren ditmaal echter vogelhuisjes, die geïnspireerd op Aristophanes, zodat een bevolkingslaag zou ontstaan tussen de mensen (op de grond) en de goden (in de hemel). Het beeld op het Overhoeksplein op de Badhuiskade is een uitvergroting van een kleiner exemplaar; in 2006 had Beckmans deze nestkastbeeldjes al eens tentoongesteld. 